# Ferdinand Fellner der Ältere
Ferdinand Fellner (* 15. März 1815 in Wien; † 25. September 1871 ebenda) war ein österreichischer Baumeister und Architekt.

## Leben

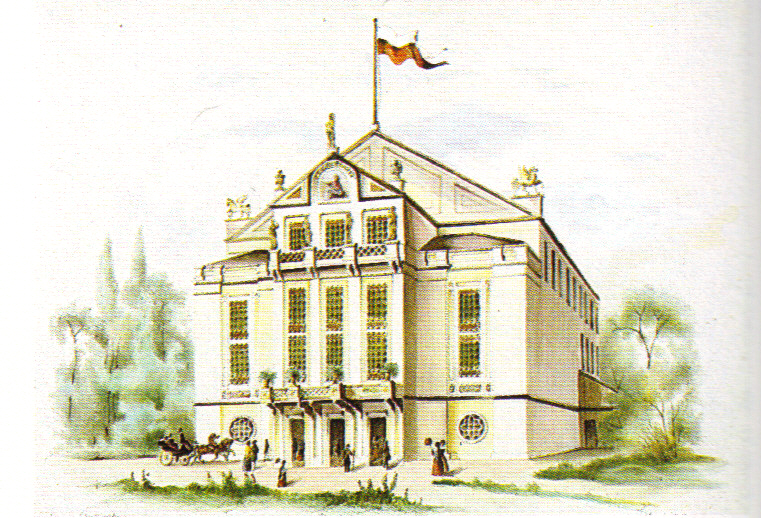
Thaliatheater (1856)

Ferdinand Fellners Vater und Großvater waren in der Rossau ansässige Zimmerermeister, ebenso wie sein älterer Bruder Jacob. Er studierte von 1834 bis 1837 an der Akademie der bildenden Künste Wien. Anschließend führte ihn eine Studienreise nach Italien. Fellner wurde einer der führenden Architekten des Historismus und der Ringstraßenzeit. Sein Sohn Ferdinand Fellner der Jüngere unterstützte ihn ab 1866 im Atelier, da er wegen einer schweren Herzkrankheit nicht mehr so leistungsfähig war, und folgte ihm schließlich nach.
Ferdinand Fellner betätigte sich daneben auch politisch. Er war als Vertreter der Liberalen 1861–1862 Abgeordneter im Gemeinderat, wobei er dem 2. Wahlkreis Alsergrund angehörte und stellvertretender Obmann der Bausektion war. 1868–1870 gehörte er der Fraktion der Linken im Gemeinderat an. Er arbeitete am Stadtregulierungsplan mit und beschäftigte sich mit einer neuen Bauordnung. Nach seinem Tode wurde er auf dem Währinger Allgemeinen Friedhof bestattet, dann aber in die Gruft seines Sohnes auf dem Grinzinger Friedhof umgebettet (Eingangsgruftreihe 21, Gruft 46).

## Werke

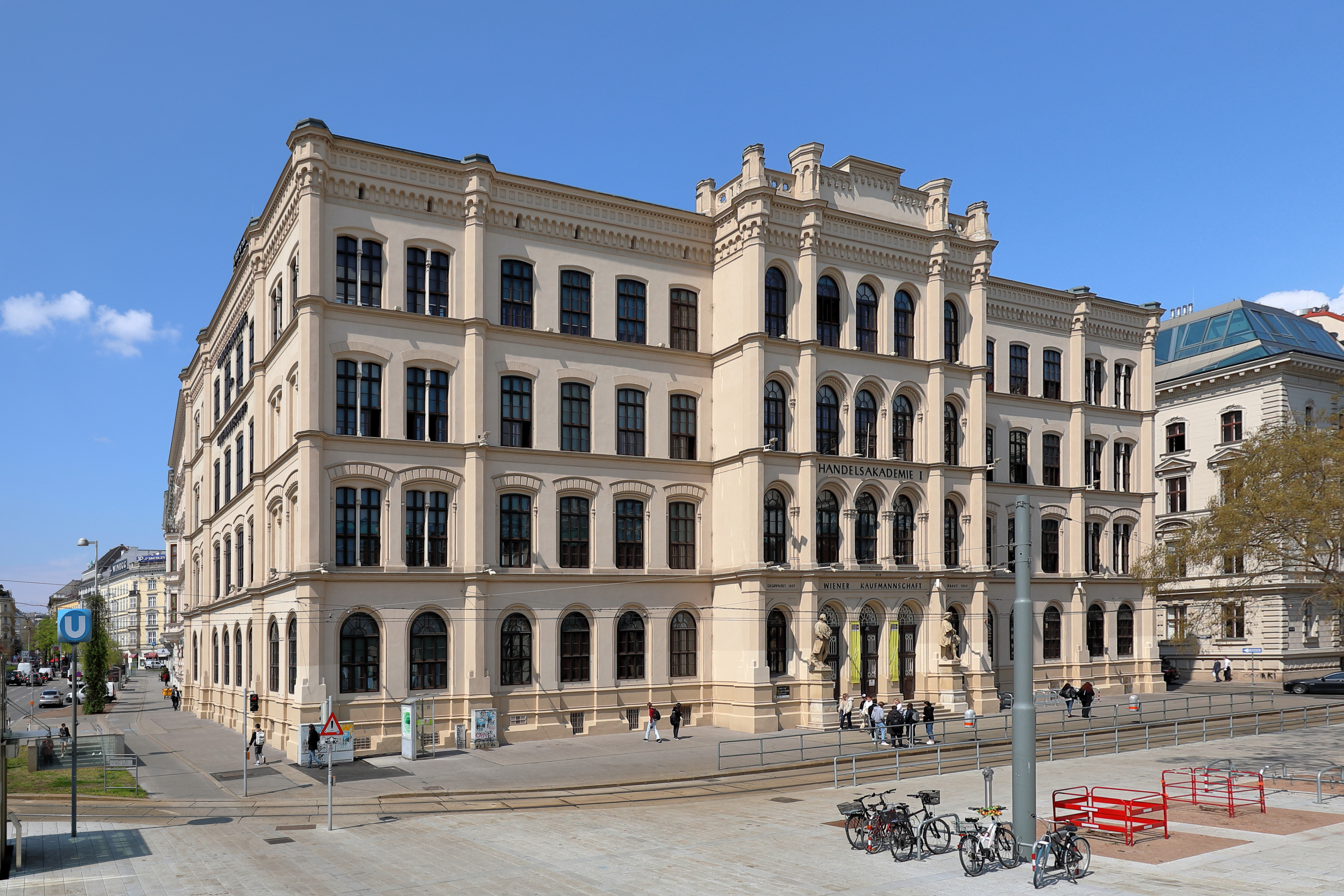
Handelsakademie in der Akademiestraße (1860–1862)

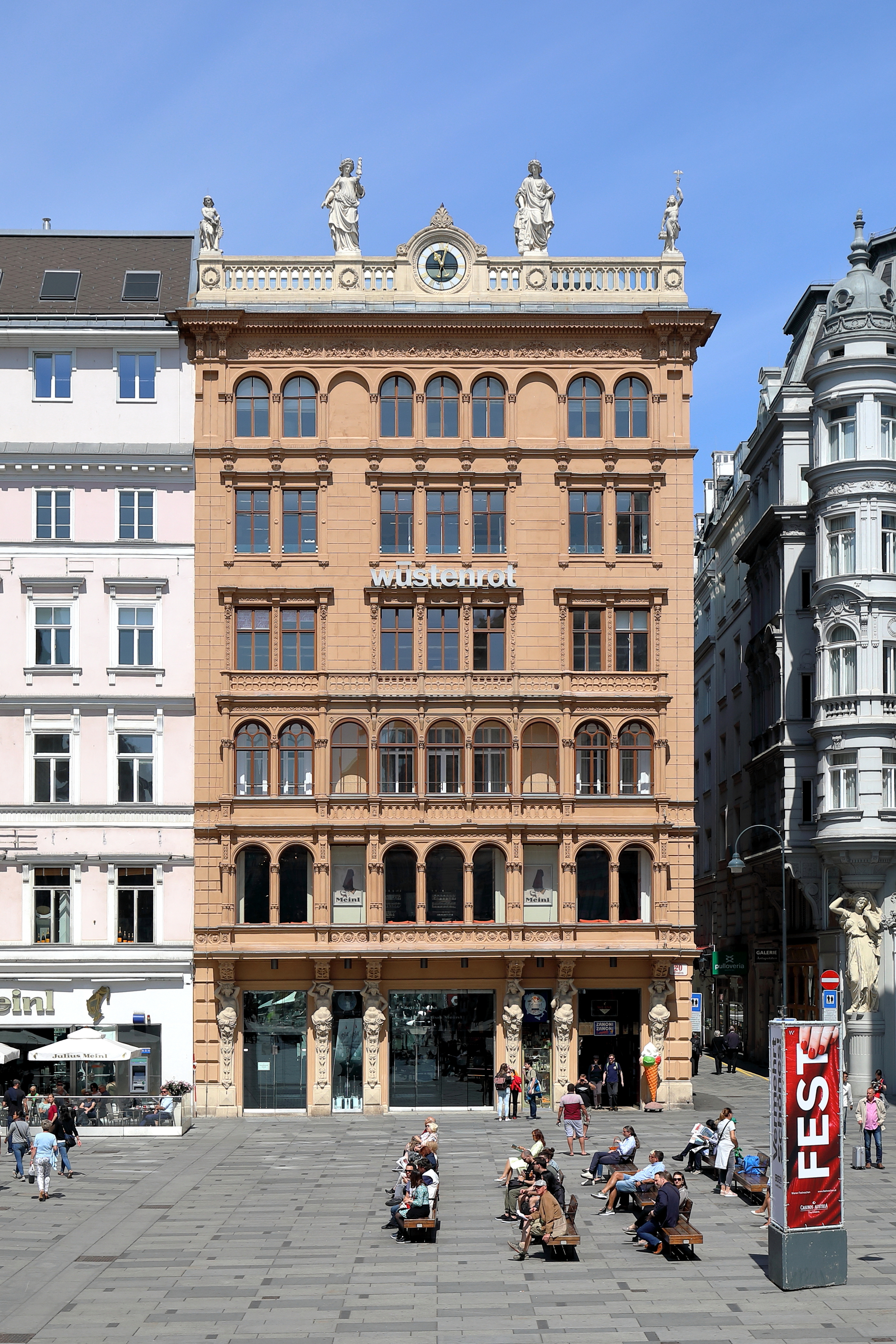
Wohnhaus am Graben (1855–1858)

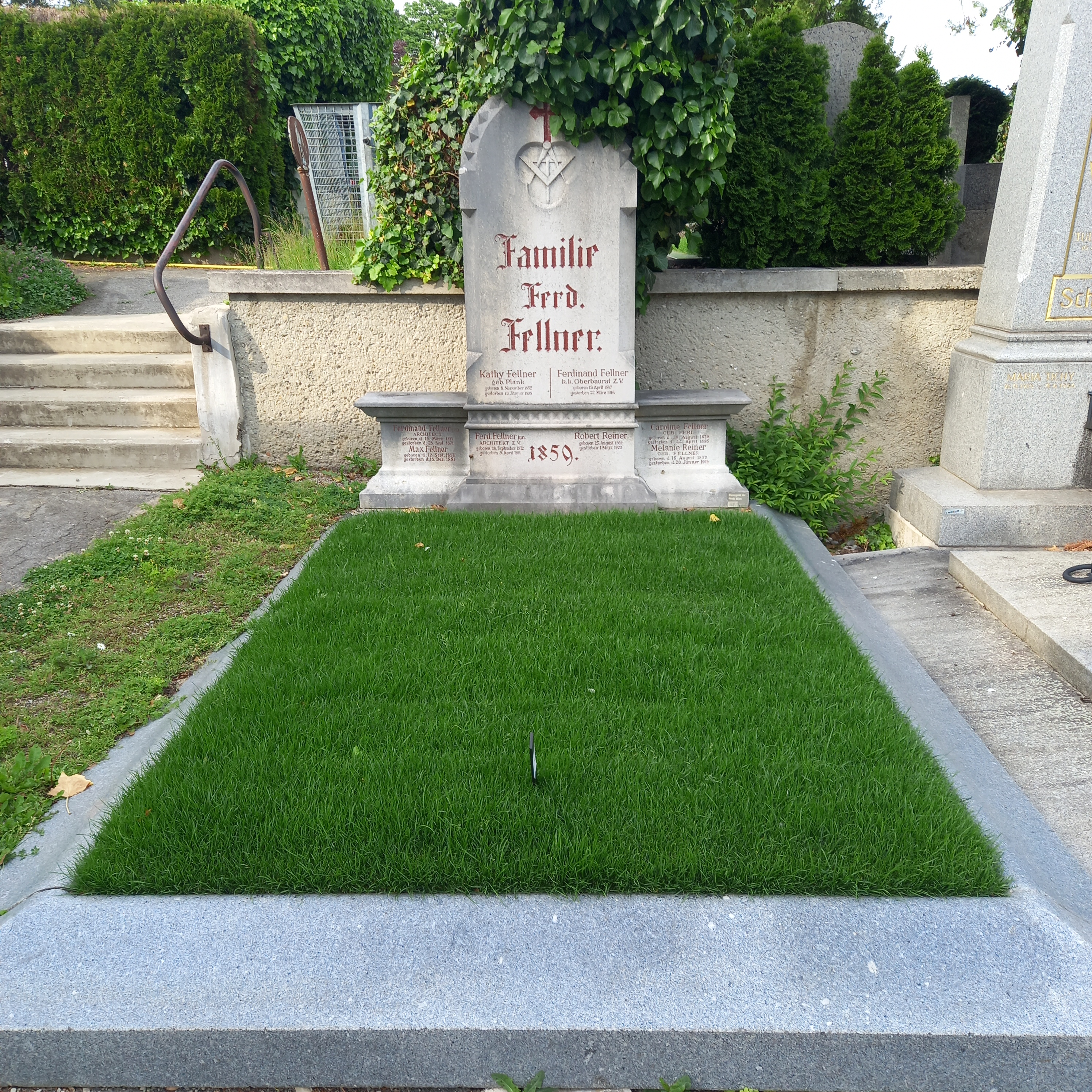
Das Grab von Ferdinand Fellner d. Ä. und seiner Ehefrau Caroline geborene Perl im Familiengrab auf dem Grinzinger Friedhof in Wien

- Niederösterreichische Landesirrenanstalt am Brünnlfeld (1845), errichtet in Pavillonbauweise
- Gemeinderatssitzungssaal im Alten Rathaus (1851–1853), im Auftrag von Bürgermeister Seiller
- Oberrealschule, Bundesrealgymnasium Waltergasse, Wien 4 (1853)
- Wohnhaus, Graben 20, Wien 1 (1855–1858)
- Thaliatheater, Thaliastraße 1, Wien 16 (1856)
- Umbau des Hauses Tuchlauben 17, Wien 1 (1857)
- Bürgerversorgungshaus, Währinger Straße 45, Wien 9 (1858–1860)
- Treumann-Theater, Morzinplatz 4, Wien 1 (1860)
- Wohnhaus, Friedrichstraße 2, Wien 1 (1860), eines der ersten Ringstraßenhäuser
- Schule, Elterleinplatz 5, Hernals (heute Wien 17, 1860)
- Handelsakademie, Akademiestraße 12, Wien 1 (1860–1862), erstes öffentliches Gebäude der Ringstraßenzone
- Wohnhaus, Obere Viaduktgasse 4, Wien 3 (1862)
- Geschäftshaus, Operngasse 2, Wien 1 (1862)
- Geschäftshäuser, Gonzagagasse 3 und 5, Wien 1 (1863)
- Arena in Baden (1865)
- Stadttheater, Seilerstätte 9, Wien 1 (1871–1872), von seinem Sohn vollendet